# 3460608524
3460608524 è il sesto album in studio del gruppo musicale italiano Nobraino pubblicato l'11 novembre 2016 dall'etichetta discografica indipendente Woodworm e distribuito da Audioglobe.

## Descrizione
Uscito a due anni esatti dal precedente L'ultimo dei Nobraino, 3460608524 è stato prodotto e registrato da maggio a settembre 2016 da Manuel Fusaroli e pubblicato in formato CD e LP (in colorazione gialla e in colorazione gialla/bianca).
Il disco è un album più maturo, riflessivo ma sempre molto ironico, più profondo nei contenuti e nello studio del suono ma sempre con melodie leggere e orecchiabili. Le tracce parlano di temi importanti e attuali senza appesantire la musica, dalla vena malinconica de La statua ai toni disinvolti e scherzosi di Cerchi, dalla disillusione di Centesimo all'ambiguità di Tempio di Iside.
Il disco viene anticipato il 1º giugno 2016 dal singolo Vertigini in duetto con la cantante Crista. La versione duetto viene però distribuita solo in versione digitale mentre nell'album viene pubblicata la traccia intitolata Vertigine in versione solista; gli altri estratti sono Centesimo e Mike Tyson. Per tutti vengono realizzati i video musicali.

## Tracce
Testi e musiche di Lorenzo Kruger e Nestor Fabbri.
1. La statua – 2:45
2. Cambiata – 2:58
3. Mike Tyson – 3:37
4. Constatazione amorevole – 3:02
5. Vertigine – 3:38
6. Soqquadro – 3:01
7. Il guinzaglio – 3:14
8. Darty fuoco – 2:42
9. Cerchi – 3:18
10. Centesimo – 2:54
11. Estate illusoria – 3:20
12. Peraltro – 3:35
13. Il tempio di Iside – 3:12

Tracce bonus in digitale
1. Vertigini (con Crista) – 3:25

## Crediti
- Lorenzo Kruger - paroliere, voce, direzione artistica
- Nobraino - musiche
- Néstor Fabbri - chitarra
- Bartok - basso
- Il Vix - batteria
- David Jr. Barbatosta – tromba, chitarra, 2ª voce
- Manuele Fusaroli - produzione, registrazione a Ferrara
- Daniele Marzi - registrazione a Riccione
- Giovanni Versari - masterizzazione a Tredozio
- Rick Damien - mixaggio a Londra